# Look at Them Beans
Look at Them Beans es el vigésimotercer álbum y es uno de los muchos álbumes que ha hecho el cantante country Johnny Cash, lanzado en 1975. La portada de este álbum muestra al cantante con su hijo John Carter Cash; no tuvo mucho éxito (# 38) pero su sencillo publicitario Look at Them Beans llegó al puesto #17.

## Canciones
1. Texas, 1947 – 3:10
(Guy Clark)
2. What Have You Got Planned Tonight Diana – 4:05
(Dave Kirby)
3. Look at Them Beans – 2:58
(Joe Tex)
4. No Charge – 3:17
(Harlan Howard)
5. I Hardly Ever Sing Beer Drinking Songs – 2:40
(Cash)
6. Down the Road I Go – 2:28
(Don Williams)
7. I Never Met a Man Like You Before – 3:00
(Cash)
8. All Around Cowboy – 2:50
(Len Pollard y Jack Routh)
9. Gone – 2:16
(Helen Carter y June Carter Cash)
10. Down at Drippin' Springs – 2:25
(Cash)

## Personal
- Johnny Cash - Vocalista
- Al Casey - Guitarra

## Posición en listas
Álbum - Billboard (América del Norte)
| Año  | Tabla           | Posición |
| ---- | --------------- | -------- |
| 1975 | Álbumes Country | 38       |

Canciones - Billboard (América del Norte)
| Año  | Canción              | Tabla             | Posición |
| ---- | -------------------- | ----------------- | -------- |
| 1975 | "Look at Them Beans" | Canciones Country | 17       |